# 大熊喜昌
大熊 喜昌（おおくま よしまさ、1936年-　）都市計画コンサルタント協会マスター都市プランナー。 1973年に株式会社都市計画同人設立。現在、同社顧問。大熊喜昌都市計画事務所を主宰。
代表的な業績に墨田区京島地区まちづくり等（密集市街地の各種まちづくり）など多数。一般社団法人再開発コーディネーター協会都市災害対策部会部会長。あだちまちづくりトラスト運営委員会運営委員長。代官山ステキなまちづくり協議会理事。ハワード100年委員会(仮称)準備会代表幹事。中越震災復興プランニングエイド代表。日本都市計画家協会理事。 東京都生まれ。
東京都心育ち。東京都立日比谷高等学校から東京工業大学理工学部建築科に進学し1960年卒業。建築設計事務所勤務。65年より仮設住宅の製作、東京の江東デルタの防災再開発、防災拠点づくり、密集市街地まちづくりの計画に従事。都市計画同人代表を1973年～1997年まで務める。密集市街地のまちづくりコンサルタントとして活動。 70年頃よりコーポラティブ住宅等の自主的な住宅づくり、まちづくりを目指した活動を開始する。最近では中越地震で被災した長岡市小国町法末集落（山村）の再生維持活動に参加。仮設市街地の研究および普及も地域コミュニティの維持・再生を目標とする活動と認識している。2012年、株式会社法末天神囃子設立､農村コミュニティの創成を目指す。

## 著書
- 黒崎羊二・大熊喜昌・村山浩和＋り・らいふ研究会 編著（2002）『密集市街地のまちづくり-まちの明日を編集する』
- 仮設市街地研究会（2008）『大地震に備えて』学芸出版社
- 大熊善昌，伊達美徳他（1998）『街なみ・街づくり』 建築計画･設計シリーズ20　市ケ谷出版社　	1998年
- 仮設市街地研究会（2008）『仮設市街地－大地震に備えて－』学芸出版社
- 復興まちづくり研究所編（2017）『実践！復興まちづくり 陸前高田・長洞元気村復興の闘いと支援２０１１～２０１７』合同フォレスト